# Connecticutzanger
De connecticutzanger (Oporornis agilis) is een zangvogel uit de familie Parulidae (Amerikaanse zangers).

## Verspreiding en leefgebied
Deze soort komt voor in noordelijk Noord-Amerika en overwintert in Zuid-Amerika oostelijk van de Andes tot Bolivia en Brazilië. De naam - ook in het Engels - is misleidend. Net als de Tennesseezanger, Nashvillezanger en Kentuckyzanger is de naam rond 1810 gegeven aan een dwaalgast die ter plaatse werd aangetroffen, maar is de bijbehorende soort geenszins typerend voor die staat of stad. De Connecticutzanger komt zelfs als dwaalgast niet of nauwelijks voor in die Oostkuststaat; als broedvogel wel in de Midwest-staten van de VS en Canada, van Michigan tot Alberta.